# Halowe Mistrzostwa Europy w Łucznictwie 2022
18. Halowe Mistrzostwa Europy w Łucznictwie odbyły się w dniach 14 – 19 lutego roku w Laško w Słowenii. Był to pierwsze mistrzostwa po trzyletniej przerwie spowodowanej pandemią COVID-19. 
Po raz pierwszy rozegrano zawody w łukach gołych. Zamiast juniorów wprowadzono kategorię wiekową U-21.
Polska wywalczyła jeden medal. Na najniższym stopniu podium stanęła drużyna seniorek w łuku gołym, w składzie Anna Junczyk-Paczuska, Regina Karkoszka i Inga Zagrodzka-Dobija.

## Reprezentacja Polski seniorów

### łuk klasyczny
- Jakub Bąk
- Paweł Czyż
- Oskar Kasprowski
- Natalia Leśniak
- Wioleta Myszor
- Anna Tobolewska

### łuk goły
- Anna Junczyk-Paczuska
- Regina Karkoszka
- Przemysław Łaniewski
- Dominik Nowak
- Szymon Nykiel
- Inga Zagrodzka-Dobija

## Reprezentacja Polski U-21

### łuk klasyczny
- Joanna Bargiel
- Paweł Ceklarz
- Konrad Kupczyk
- Natalia Michalska
- Klaudia Płaza
- Olaf Szymczak

## Medaliści

### Seniorzy

#### Strzelanie z łuku klasycznego
| Konkurencja:           | Złoto:                                                               | Srebro:                                                          | Brąz:                                                           |
| indywidualnie kobiet   | Lisa Barbelin                                                        | Vanessa Landi                                                    | Anastasia Pawłowa                                               |
| indywidualnie mężczyzn | Clément Jacquey                                                      | Jean-Charles Valladont                                           | Erdem Cydypow                                                   |
| drużynowo kobiet       | Ukraina · Polina Rodionowa · Anastasia Pawłowa · Weronika Marczenko  | Turcja · Gülnaz Büşranur Coşkun · Gizem Özkan · Assıya Yılmazere | Rosja · Tujana Budażapowa · Inna Stepanowa · Walerija Mylnikowa |
| drużynowo mężczyzn     | Francja · Thomas Chirault · Clément Jacquey · Jean-Charles Valladont | Białoruś · Kirył Firsau · Anton Karoukin · Raman Nikitsionak     | Włochy · Federico Musolesi · Mauro Nespoli · Alessandro Paoli   |

#### Strzelanie z łuku bloczkowego
| Konkurencja:           | Złoto:                                                                 | Srebro:                                                      | Brąz:                                                              |
| indywidualnie kobiet   | Ella Gibson                                                            | Elizaweta Kniazewa                                           | Aleksandra Sawenkowa                                               |
| indywidualnie mężczyzn | Mike Schloesser                                                        | Jean Philippe Boulch                                         | Nicolas Girard                                                     |
| drużynowo kobiet       | Rosja · Aleksandra Sawenkowa · Wiktoria Balżanowa · Elizaweta Kniazewa | Estonia · Lisell Jäätma · Meeri-Marita Paas · Maris Tetsmann | Włochy · Irene Franchini · Elisa Roner · Marcella Tonioli          |
| drużynowo mężczyzn     | Holandia · Mike Schloesser · Sil Pater · Max Verwoerdt                 | Turcja · Demir Elmaağaçlı · Emircan Haney · Furkan Oruç      | Portugalia · Cláudio Alves · Rui Pereira Baptista · Carlos Resende |

#### Strzelanie z łuku gołego
| Konkurencja:           | Złoto:                                                     | Srebro:                                                       | Brąz:                                                                     |
| indywidualnie kobiet   | Cinzia Noziglia                                            | Fabia Rovatti                                                 | Laura Turello                                                             |
| indywidualnie mężczyzn | Leo Pettersson                                             | Oliver Hicks                                                  | Witalij Budiak                                                            |
| drużynowo kobiet       | Włochy · Cinzia Noziglia · Fabia Rovatti · Laura Turello   | Rosja · Julia Blanter · Maria Sawenkowa · Wiktorija Żurawłowa | Polska · Anna Junczyk-Paczuska · Regina Karkoszka · Inga Zagrodzka-Dobija |
| drużynowo mężczyzn     | Szwecja · Viggo Axelsson · Joakim Hassila · Leo Pettersson | Włochy · Simone Barbieri · Valter Basteri · Daniele Bellotti  | Słowenia · Klemen Kelvišar · Robert Luštrek · Iztok Spinelli              |

### U-21

#### Strzelanie z łuku klasycznego
| Konkurencja:           | Złoto:                                                           | Srebro:                                                         | Brąz:                                                                   |
| indywidualnie kobiet   | Dzwenisława Czernyk                                              | Ceren Koçur                                                     | Şevval Yakupoğlu                                                        |
| indywidualnie mężczyzn | Aleksander Kriworuczko                                           | Matteo Balsamo                                                  | Bair Torgubajew                                                         |
| drużynowo kobiet       | Ukraina · Dzwenisława Czernyk · Żanna Naumowa · Daria Kowal      | Włochy · Chiara Compagno · Roberta Di Francesco · Ginevra Landi | Rosja · Marija Gilmanowa · Renata Kurczatowa · Wiktoria Namdakowa       |
| drużynowo mężczyzn     | Rosja · Muchibullo Machmudow · Bair Torgubajew · Sergiej Cyrenow | Turcja · Berkay Akkoyun · Harun Kırmızıtaş · Efe Gürkan Maraş   | Ukraina · Nikita Duniaszew · Aleksander Kriworuczko · Ołeksandr Pancyru |

#### Strzelanie z łuku bloczkowego
| Konkurencja:           | Złoto:                                                        | Srebro:                                                                | Brąz:                                                                |
| indywidualnie kobiet   | Arina Czerkezowa                                              | Songül Lök                                                             | İpek Tomruk                                                          |
| indywidualnie mężczyzn | Mathias Fullerton                                             | Shamai Yamrom                                                          | Batuhan Akçaoğlu                                                     |
| drużynowo kobiet       | Turcja · Hazal Burun · Songül Lök · İpek Tomruk               | Rosja · EArina Czerkezowa · Ekaterina Rumiancewa · Nika Snetkowa       | Włochy · Andrea Nicole Moccia · Elisa Bazzichetto · Martina Serafini |
| drużynowo mężczyzn     | Dania · Christoffer Berg · Mathias Fullerton · Tore Bjarneson | Rumunia · Rareș Daniel Alexandrescu · Florin Mirel Judea · Teodor Vlad | Turcja · Batuhan Akçaoğlu · Eren Kırca · Yakup Yıldız                |

#### Strzelanie z łuku gołego
| Konkurencja:           | Złoto:           | Srebro:        | Brąz:          |
| indywidualnie kobiet   | Elena Topliceanu | Amelia Chumber | Kathryn Morton |
| indywidualnie mężczyzn | Davide Morra     | Adrian Vlase   |                |

## Klasyfikacja medalowa

### Seniorzy
| Lp. | Państwo         | Złoto | Srebro | Brąz | Razem |
| 1.  | Francja         | 3     | 2      | 1    | 6     |
| 2.  | Włochy          | 2     | 3      | 3    | 8     |
| 3.  | Holandia        | 2     | 0      | 0    | 2     |
| 3.  | Szwecja         | 2     | 0      | 0    | 2     |
| 5.  | Rosja           | 1     | 2      | 4    | 7     |
| 6.  | Wielka Brytania | 1     | 1      | 0    | 2     |
| 7.  | Ukraina         | 1     | 0      | 1    | 2     |
| 8.  | Turcja          | 0     | 2      | 0    | 2     |
| 9.  | Białoruś        | 0     | 1      | 0    | 1     |
| 9.  | Estonia         | 0     | 1      | 0    | 1     |
| 11. | Polska          | 0     | 0      | 1    | 1     |
| 11. | Portugalia      | 0     | 0      | 1    | 1     |
| 11. | Słowenia        | 0     | 0      | 1    | 1     |

### U-21
| Lp. | Państwo         | Złoto | Srebro | Brąz | Razem |
| 1.  | Ukraina         | 3     | 0      | 1    | 4     |
| 2.  | Rosja           | 2     | 1      | 2    | 5     |
| 3.  | Dania           | 2     | 0      | 0    | 2     |
| 4.  | Turcja          | 1     | 3      | 4    | 8     |
| 5.  | Włochy          | 1     | 2      | 1    | 4     |
| 6.  | Rumunia         | 1     | 2      | 0    | 3     |
| 7.  | Wielka Brytania | 0     | 1      | 1    | 2     |
| 8.  | Izrael          | 0     | 1      | 0    | 1     |